# Grabia (rzeka)

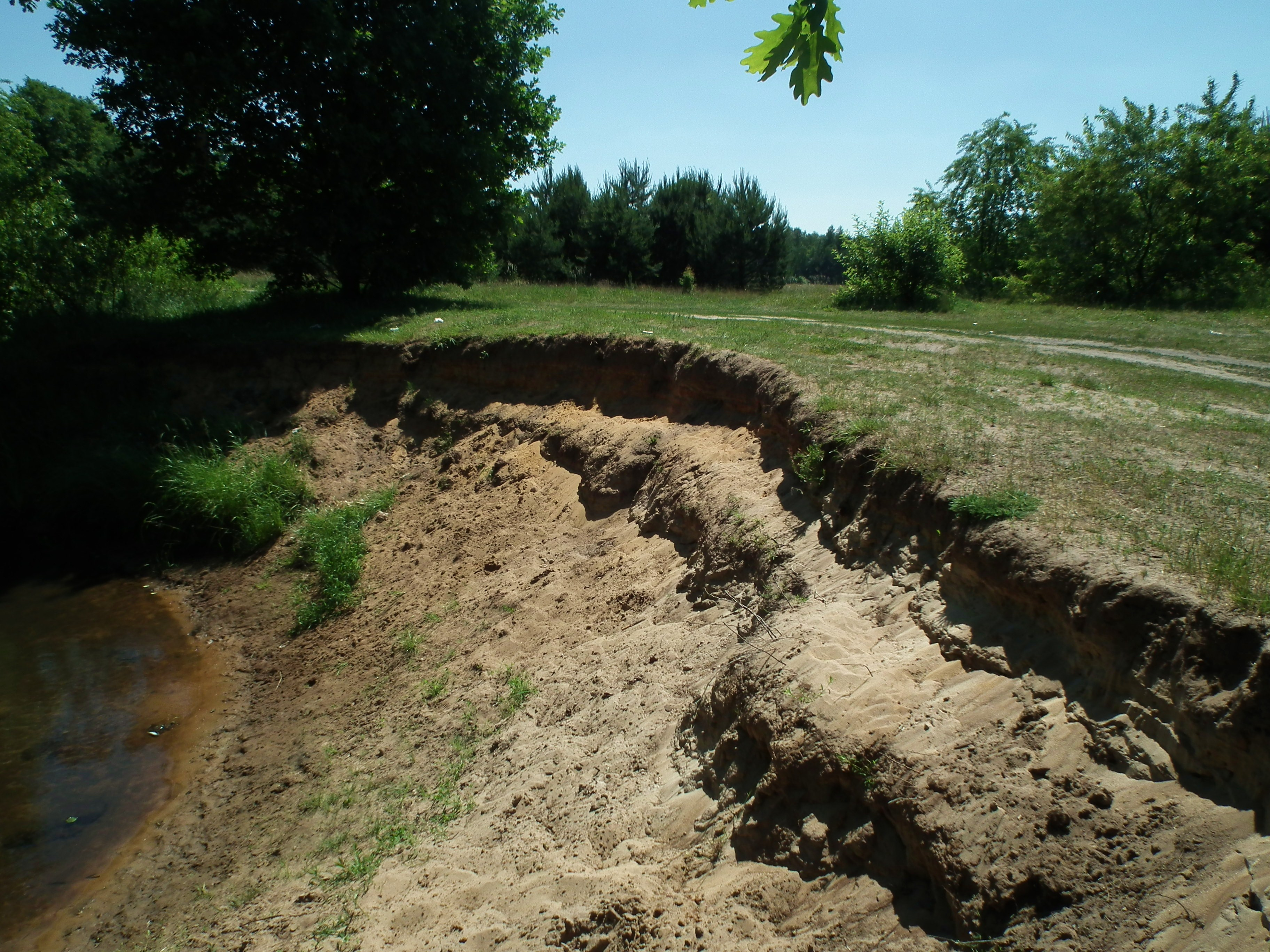
Klif w rejonie Kolumny

Grabia – rzeka w województwie łódzkim, na Nizinie Południowowielkopolskiej i Wzniesieniach Południowomazowieckich, prawy dopływ Widawki.
Słowo „grabia” oznaczało dawniej hrabiego.

## Opis ogólny
Długość 77 km, powierzchnia dorzecza 813 km². Wypływa jako Grabówka na północny wschód od wsi Grabica, uchodzi powyżej Rogóźna na polach wsi Grabno. Maksymalna rozpiętość wahań stanów wody w dolnym biegu – 2,5 m. Główne miasto leżące nad Grabią to Łask.
Płynąc Grabią od Marzenina do ujścia rzeki można z wody obserwować, najczęściej już tylko pozostałości, dawnych zdobyczy techniki przemysłowej. Na uwagą zasługują młyny we wsiach Brzeski i Kozuby. Pierwszy, najstarszy z zachowanych na Grabi, zwany „Krzywda”, od lat nieczynny, wtopił się w okoliczną przyrodę. Do ciekawych młynów należy także młyn we wsi Talar.
Grabia przepływa przez małe wsie: Rokitnica, Ldzań, Barycz, Brzeski, Grabno, Grabica, Kozuby, Kuźnica.
Dolinę rzeki w dwóch miejscach przecina droga ekspresowa S8.

## Fauna
Fauna rzeki odznacza się niezwykłym bogactwem. Badania zoologiczne rozpoczęte od 1928 roku przez prof. L.K.Pawłowskiego i kontynuowane przez niego i innych naukowców i studentów po II wojnie światowej  wykazały występowanie 800 gatunków, w tym 80 odkrytych po raz pierwszy w Polsce i 2 nowych dla nauki. Dzięki tym badaniom rzeka Grabia jest pod względem zoologicznym najlepiej poznaną rzeką w Polsce
Najliczniejszą grupą zwierząt w dorzeczu Grabi są wrotki należące do 270 gatunków. Spośród nich 52 odkryto po raz pierwszy w Polsce, a 8 to gatunki niespotykane gdzie indziej w Europie. Żyje tu 14 gatunków pijawek, faunę mięczaków reprezentuje 50 gatunków, a widłonogów – 33, w tym jeden odkryty po raz pierwszy w Polsce. Z owadów związanych ze środowiskiem wodnym występują tu 33 gatunki jętek, 9 gatunków widelnic i 50 gatunków pluskwiaków różnoskrzydłych. Spośród wymienionych zwierząt po raz pierwszy w Polsce odkryto 3 gatunki jętek i 2 gatunki widelnic. Odkryto tu nowego dla nauki owada z rzędu widelnic Isoperla pawlowskii. Oprócz wymienionych grup owadów bytuje tu 65 gatunków chruścików, 38 gatunków chrząszczy, 32 gatunki muchówek i 24 gatunki ważek. Listę zwierząt bezkręgowych uzupełniają : 5 gatunków gąbek słodkowodnych, 2 gatunki wirków, 5 gatunków brzuchorzęsek, 8 gatunków skąposzczetów, 27 gatunków wioślarek, 3 gatunki pancerzowców, 11 gatunków wodopójek i jeden mszywioła [3].    
W wodach biegu rzeki bytują chronione, rzadkie i zagrożone gatunki bezkręgowców. Trzy taksony objęte są ochroną na podstawie załącznika II dyrektywy siedliskowej: małż skójka gruboskorupowa (Unio crassus) oraz ważki zalotka większa (Leucorrhinia pectoralis) i trzepla zielona (Ophiogomphus cecilia). Odnotowano tu także chronione i umieszczone w Polskiej czerwonej księdze zwierząt: pijawkę lekarską (Hirudo medicinalis). Ryby zasiedlające wody Grabi reprezentowane są m.in. przez kozę złotawą, minoga ukraińskiego i piskorza (Misgurnus fossilis) – gatunki objęte ochroną ścisłą, umieszczone w załączniku II dyrektywy siedliskowej i Polskiej czerwonej księdze zwierząt. W Dolinie Grabi i przylegających do niej lasach gniazdują liczne chronione gatunki ptaków, objęte załącznikiem I dyrektywy ptasiej, wśród nich związany z samym korytem rzeki zimorodek (Alcedo atthis) oraz większość dzięciołów występujących w Polsce. Obszar ten jest również żerowiskiem dla ptaków gniazdujących na pobliskich terenach. Gady reprezentują : jaszczurka zwinka i żyworodna, padalec, żółw błotny (informacje z 1941 r)[3], Spośród ssaków występują tu m.in. bobry (Castor fiber), wydry (Lutra lutra); nad powierzchnią wody obserwowano również żerujące nietoperze: nocka rudego (Myotis daubentonii). Gniazduje tu co najmniej 28 gatunków ptaków wodno-błotnych, w tym: bąk, cyraneczka, cyranka, płaskonos, błotniak łąkowy (3 pary), żuraw (2 pary), wodnik, kropiatka, derkacz (15 samców), śmieszka, brodziec piskliwy, rycyk i kszyk. Na starorzeczach i stawach występują także: perkozek, perkoz dwuczuby, perkoz rdzawoszyi i rybitwa czarna. Jeszcze na początku lat dziewięćdziesiątych XX w. obserwowano koło Górek Grabieńskich cietrzewie. Trzy najciekawsze miejsca to: okolice Górek Grabińskich, odcinek Bilew-Pruszków i okolice Łasku – Baryczy. Na wiosennych rozlewiskach zatrzymują się stada kaczek, czajek, brodźców, bekasy i rycyki. Czasami spotyka się niewielkie tokowiska batalionów.

## Ochrona przyrody
Dolina Grabi i jej dopływy objęte są licznymi formami ochrony przyrody:
- Park Krajobrazowy Międzyrzecza Warty i Widawki – odcinek ujściowy.
- Rezerwat przyrody Grabica – okolice ujścia
- Obszar Chronionego Krajobrazu Środkowej Grabi – środkowy bieg rzeki.
- Tuszyńsko-Dłutowsko-Grabiański Obszar Chronionego Krajobrazu – planowany, w jego skład ma wejść O. Ch. K. Środkowej Grabi.
- Zespół Przyrodniczo-Krajobrazowy „Dolina Grabi” – dolny bieg i okolice ujścia.
- Zespół Przyrodniczo-Krajobrazowy Dolina rzeki Końskiej – jeden z dopływów
- Zespół Przyrodniczo-Krajobrazowy Węzeł hydrograficzny Widawki-Grabi-Niecieczy – okolice ujścia
- Obszar specjalnej ochrony ptaków sieci Natura 2000 „Grabia” (kod PLH100021) – o powierzchni 1670,5 ha w środkowym i dolnym biegu rzeki.